# Коан
Коан (јапански, кинески: гонг-ан) у зен будизму представља загонетку или парадокс, којим се жели показати неадекватност логичког мишљења. 
У неким случајевима, да би подстакли пробуђење, односно прелаз на другу духовну димензију постојања, мајстори зена својим ученицима дају умне загонетке богате логичким апсурдима, коане, који у једном тренутку решавања доводе до духовног скока, када ученик спозна стање будности (види: бодхи, сатори). 
Коан је начин дијалога измеду учитеља и ученика, који треба да открије Будин ум тако што поставља питање које је апсурдно за обичан ум. Представља карактеристичну праксу зена.
До 10. века кунг-ан (коан) је постао признат и нашироко упражњаван као средство за постизање просветљења. Познати примери коана су: „Какав је звук пљеска једне руке?" или „Какво је било твоје лице пре твог рођења?".

## Историјат

### Борба стиховима
Према предању, након великог раскола у кинеском чан будизму, стари патријарх Хунг-џен објавио је да ће наследник бити онај који напише најлепшу песму који сажима чан учење. Шен-хсију је тада написао песму која гласи:
Тело је налик бодхи дрвету,
А дух сјајном огледалу;
Брижљиво их чистимо сваког часа
Да по њима не падне прашина.
Да би побио ту идеју, Хуј-ненг је написао следећу песму:
Првобитно није постојало бодхи дрво
Ни ма какво огледало;
Пошто првобитно ништа није постојало,
На шта може пасти прашина?
Шен-хсијуова песма наглашавала је универзалну свест (види школа свести), док је Хуј-ненгова наглашавала празнину (види школа празнине). Вели се да је Хунг-џен одобрио Хуј-ненгову песму и именовао га својим наследником.

### Коан као наставно средство
Из анегдота у којима се описује живописно учење у животним ситуацијама Т'анг-учитеља настаће касније кунг-ан (коан), којим су се служили учитељи из Сунг-династије и њихови јапански наследници да би подучили своје ученике. Тако ће коан, заједно са зазеном и санзеном, постати основна наставна метода у зену.
Еисаи је учио да је практиковање коан медитације најбољи метод достизања пробуђења, уз игнорисање „речи и слова“ будистичког учења и ритуала.